# Список дипломатических миссий Джибути

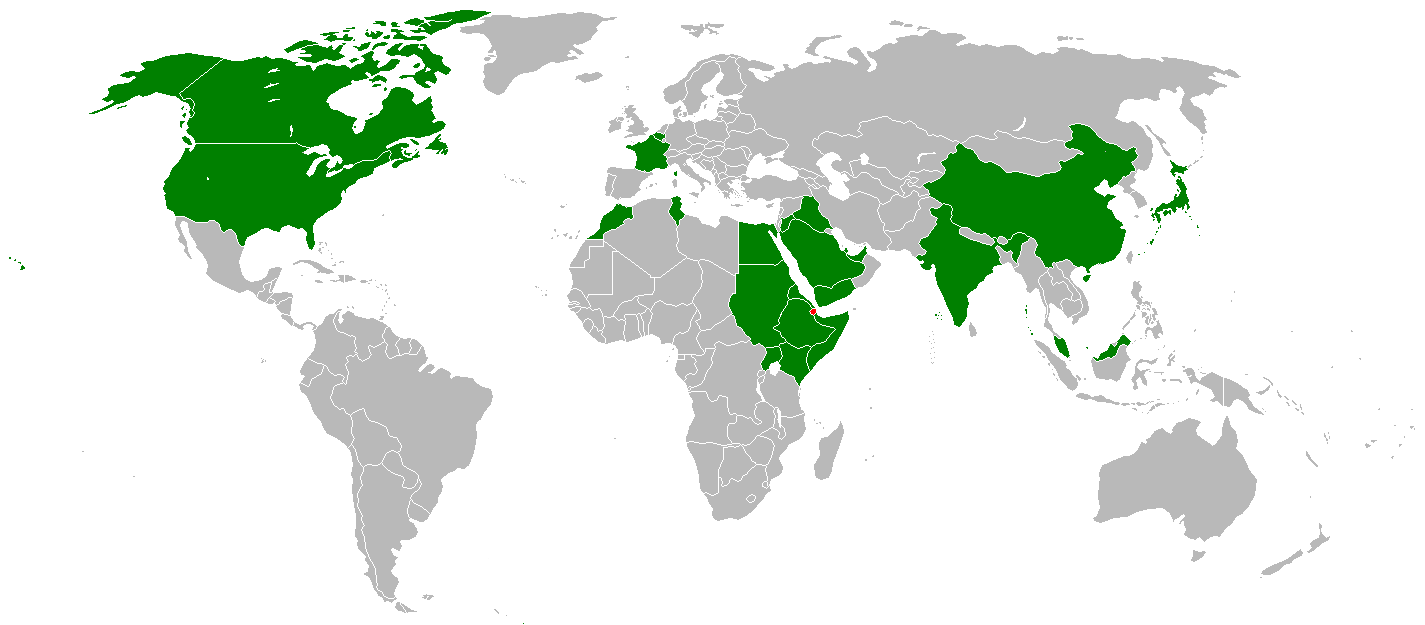

Список дипломатических миссий Джибути — наличие дипломатических представительств Джибути за рубежом обусловливается её длительными связями с Францией, а также членством этой страны в Лиге арабских государств, Организации африканского единства и Исламская конференция. Джибути также является центром региональной организации развития ИГАД в которую, кроме неё, входят также Судан, Сомали, Эфиопия, Эритрея, Кения и Уганда. Посольство Джибути в Бельгии является также представительством этой страны при ЕС.

## Европа
- Австрия, Вена (консульство)
- Бельгия, Брюссель (посольство)
- Германия, Берлин (посольство)
- Россия, Москва (посольство)
- Франция, Париж (посольство)
- Швейцария, Женева (посольство)

## Северная Америка
- Канада, Монреаль (консульство)
- США, Вашингтон (посольство)

## Южная Америка
- Куба, Гавана (консульство)

## Ближний и Средний Восток
- Иордания, Амман (посольство)
- Ирак, Багдад (посольство)
- Йемен, Сана (посольство)
- Катар, Доха (посольство)
- Кувейт, Эль-Кувейт (посольство)
- ОАЭ, Абу-Даби (посольство)
  - Дубай (генеральное консульство)
- Саудовская Аравия, Эр-Рияд (посольство)
  - Джидда (генеральное консульство)

## Африка
- Египет, Каир (посольство)
- Эритрея, Асмара (посольство)
- Эфиопия, Аддис-Абеба (посольство)
  - Дыре-Дауа (генеральное консульство)
- Кения, Найроби (посольство)
- Марокко, Касабланка (консульство)
- Судан, Хартум (посольство)
- Сомали, Могадишо (посольство)

## Азия
- Индия, Нью-Дели (посольство)
  - Мумбай (генеральное консульство)
- КНР, Пекин (посольство)
- Турция, Анкара (посольство)
- Япония, Токио (посольство)

## Международные организации
- Нью-Йорк (представительство при ООН)